# Зяй
Зяй (нянги, нянг, яй, зэй; вьет. Giáy) — народ группы горные таи во Вьетнаме. «Яй» является самоназванием. Проживают в провинциях Лаокай, Хазянг, Лайтяу и Каобанг. Численность 35 тыс. человек. Говорят на языке буи. Распространен также вьетнамский язык. Религиозная принадлежность населения неоднородна. Часть — является буддистами, а другая часть — продолжает исповедовать традиционные верования: культ предков, духов природы, духов неба и земли, духа кухни, богини деторождения.

## Хозяйство и быт
Основной вид деятельности — сельское хозяйство. В долинах преобладает поливное пашенное рисоводство, а в горах — подсечно-огневое земледелие. Выращивают суходольный рис, кукурузу, маниок, хлопок.
Разводят: буйволов, лошадей, свиней, птицу. В основном селятся у подножия гор, рядом с небольшими речками.
Деревни нянгов очень большие, могут состоять из сотен свайных домов
Традиционные дома деревянные, свайные, у нянгов провинции Лайтяу — наземные, крыша двускатная, из рисовой соломы. Центральная свая в доме — самое важное место, где стоит алтарь и принимают гостей.
Во время беременности женщины нянгов обязаны наносить специальные татуировки и приносить жертвы на отдельном алтаре.(Пескинен А. Н. 1990: 175)

## Общественное устройство
Традиционное социальное устройство — сельская община. Семья у нянгов небольшая. Существует обычай отработки за жену.

## Культура
Так как культура нянгов тесно связана с традиционными верованиями, они сохранили богатый фольклор: песни (застольные, лирические, величальные и др.), мифы, исторические предания.
Национальные костюмы зяй— скромные, украшенные ленточками по рукавам и воротнику. Мужской костюм — длинный халат с широкими рукавами, штаны. Женщины носят юбки, кофты с цветной аппликацией, на голове — платок. Душа этого народа — в песнях. Нянги считают, что уши намного важнее глаз, поэтому песнями сопровождаются все события их жизни.

## Этногенез
Зяй исторически жили на данных территориях, поэтому у них нет ярко выраженного этногенеза. Народность зяй исторически принадлежит к народам Вьетнама (Алексеев Б. А., Алексеева Н. Н., Даньшин А. И., Зонн И. С., Иванова И. С., Самбурова Е. Н., Тимашев И.Е 2003: 35).